# Брезје (Горњи Алпи)
Брезје (фр. Bréziers) насеље је и општина у Француској у региону Прованса-Алпи-Азурна обала, у департману Горњи Алпи која припада префектури Гап.
По подацима из 2011. године у општини је живело 182 становника, а густина насељености је износила 6,0 становника/km². Општина се простире на површини од 30,35 km². Налази се на средњој надморској висини од 815 метара (максималној 1.578 m, а минималној 707 m).

## Демографија
| 1962. | 1968. | 1975. | 1982. | 1990. | 1999. | 2011. |
| ----- | ----- | ----- | ----- | ----- | ----- | ----- |
| 198   | 225   | 182   | 156   | 128   | 124   | 182   |

График промене броја становника у току последњих година